# Bray-Dunes
Bray-Dunes Franciaország legészakabbi települése. Nord megyében található. Lakosainak száma 4284 fő (2022. január 1.). Bray-Dunes Ghyvelde, Zuydcoote, De Panne és Ghyvelde községekkel határos.

## Népesség
A település népességének változása:
| Lakosok száma | 4658 | 4599 | 4595 | 4483 | 4507 | 4495 | 4476 | 4380 | 4284 |
|               | 2013 | 2015 | 2016 | 2017 | 2018 | 2019 | 2020 | 2021 | 2022 |